# 溫德姆鎮區 (明尼蘇達州毛爾縣)
溫德姆鎮區（英語：Windom Township）是位於美國明尼蘇達州毛爾縣的一個行政鎮區，美國參議院議員和美國財政部長威廉·温德姆（William Windom）。

## 地方資料
溫德姆鎮區的面積為93.55平方千米，皆為陸地。根據2020年美國人口普查的數據，當地共有人口520人，而人口密度為每平方千米5.56人。